# Кнопін
Кнопін (пол. Knopin, нім. Knopen) — село в Польщі, у гміні Добре Място Ольштинського повіту Вармінсько-Мазурського воєводства.
Населення — 391 особа (2011).

## Демографія
Демографічна структура станом на 31 березня 2011 року:
|          | Загалом | Допрацездатний вік | Працездатний вік | Постпрацездатний вік |
| -------- | ------- | ------------------ | ---------------- | -------------------- |
| Чоловіки | 204     | 41                 | 153              | 10                   |
| Жінки    | 187     | 43                 | 119              | 25                   |
| Разом    | 391     | 84                 | 272              | 35                   |